# Василюк В'ячеслав Якович
В'ячеслав Якович Василюк (нар. 10 грудня 1972, Київ, УРСР) — український актор і телеведучий.

## Життєпис
В'ячеслав Василюк народився 10 грудня 1972 року в Києві. 
У 1993 році закінчив Київське естрадно-циркове училище (артист розмовного жанру). 
У 2003 році закінчив Київський національний університет культури і мистецтв (майстерня Ігора Негреску). 
Телеведучий програми «Звана вечеря» на телеканалі «СТБ» з 2008 року.
З 2011 року ведучий програми «На добраніч діти» на Першому національному телеканалі. 
З 2012 року В'ячеслав Василюк актор програми «Велика різниця».
Працював у Київському академічному театрі юного глядача на Липках.

## Театральні роботи
Театр на Липках
- 2014 «Чарівні сабінянки», реж. Віктор Гирич, роль Чоловік Прозерпіни
- 2013 «Вишневий сад», реж. Віктор Гирич, роль Епиходов
- 2012 «Сон в літню ніч», реж. Віктор Гирич, роль тесля Клин
- 2011 «Місяць в селі», реж. Валентин Козьменко-Делінде, роль Ісла
- 2007 «Чайка», реж. Віктор Гирич, роль Медведенко
- 2004 «Фігаро», реж. Віктор Гирич, роль Керубіно
- 2002 «Ромео і Джульєтта», реж. Віктор Гирич, роль Меркуціо
- 2002 «Вовки та вівці», реж. Максим Михайліченко, роль Горецький[2]
- «Велосипед з червоними колесами», реж. Режисер-постановник Артур Артименьєв, роль Кіт

## Вибрана фільмографія
- 2018 — Жити заради кохання
- 2016 — Гуляй Вася! — лікар
- 2016 — На лінії життя — епізод
- 2016 — Нитки долі — епізод
- 2016 — Поганий хороший коп — лікар
- 2016 — Підкидьки
- 2016 — Вчитель у законі. Сутичка — гість на похоронах
- 2016 — Забудь мене, мамо! — лікар
- 2016 — Між коханням і ненавистю — дільничний міліціонер
- 2016 — Одинак — епізод
- 2016 — Східні солодощі —
- 2016 — Поліцейський з Рубльовки — черговий
- 2016 — Маргарита Назарова — Андро, секретар Мікояна
- 2015 — Читець — звукорежисер
- 2015 — Дах світу — черговий
- 2015 — Вісімдесяті-5 — епізод
- 2015 — 72 години — воєнком
- 2015 — Матусі — поліцейський
- 2015 — Відділ 44 — Олександр Кононов
- 2014 — Справа для двох — Вершинін
- 2014 — Лабіринти долі — Юрко
- 2014 — Швидка допомога — Леонід Іванович Фролов
- 2014 — Впізнай мене, якщо зможеш — поліцейський
- 2014 — Скліфосовський 4 — патологоанатом
- 2014 — Самотній за контрактом — службовець аеропорту
- 2014 — Чоловік на годину — слідчий
- 2014 — Сашка — приватний детектив
- 2013 — Поцілунок — гінеколог-акушер
- 2013 — Копи з Перетоплять — рибалка
- 2013 — Шторм — підполковник ФСБ Любавін
- 2013 — Жіночий лікар — лікар-гастроентеролог
- 2013 — Остання роль Ріти — епізод
- 2012 — Справа для двох — слідчий Вєршинін
- 2012 — Ломбард — помічник банкіра
- 2012 — Лист очікування — роль хірург
- 2011 — Пристрасті по Чапаю — командир полку Сенніков
- 2010 — За законом — водій-далекобійник
- 2010 — Єфросинія — помічник мера Овсянников
- 2009 — Недоторканні — спікер Мітвін
- 2008 — День залежності — слідчий
- 2007 — Садівник — Міша Уточкін
- 2007 — Серцю не накажеш — слідчий
- 2006 — Сестри по крові — Міша Коркін
- 2005 — Штольня — тренер
- 2005 — 9 життів Нестора Махно — Сава Махно
- 2004 — 5 хвилин до метро — дільничний
- 2004 — Залізна сотня — Когут